# Ureli Corelli Hill
Ureli Corelli Hill (ur. 1802 w Hartford, zm. 2 września 1875 w Paterson) – amerykański dyrygent i skrzypek, założyciel i pierwszy dyrektor muzyczny Filharmonii Nowojorskiej.

## Życiorys
W latach 1828–1835, jako skrzypek i dyrygent, prowadził najważniejszą nowojorską organizację chóralną w tym czasie – New York Sacred Music Society. W latach 1835–1837 studiował w Kassel w Niemczech grę skrzypcową i kompozycję u Louis Spohra. Po powrocie do Nowego Jorku został założycielem, prezesem i dyrektorem muzycznym (1842–1849) New York Philharmonic Society. Dyrygował koncertem inauguracyjnym 7 grudnia 1842 oraz siedmioma kolejnymi koncertami w ciągu pierwszych pięciu sezonów, dając m.in. pierwsze amerykańskie wykonanie IX Symfonii Beethovena (20 maja 1846).
W 1847 przeniósł się do Cincinnati, gdzie miał nadzieję czerpać zyski z inwestycji w nieruchomości, ale po trzech latach wrócił do Nowego Jorku i do 1873 występował jako skrzypek w Filharmonii. Skonstruował fortepian, w którym struny zastąpił dzwonkami, dzięki czemu instrument miał się nie rozstrajać, ale pomimo wystaw w Nowym Jorku i Londynie nie udało mu się go sprzedać. Te i inne niepowodzenia biznesowe i artystyczne spowodowały, że popełnił samobójstwo przedawkowując morfię.
Zredagował The New York Sacred Music Society's Collection of Church Music, wydanej w Nowym Jorku i Albany w 1843.